# Nuoto ai campionati mondiali di nuoto 2024 - 100 metri rana maschili
La gara di nuoto dei 100 metri rana maschili dei campionati mondiali di nuoto 2024 è stata disputata l'11 febbraio 2024 presso l'Aspire Dome di Doha. Vi hanno preso parte 75 atleti provenienti da 70 nazioni.
La competizione è stata vinta dal nuotatore statunitense Nic Fink, mentre l'argento e il bronzo sono andati rispettivamente all'italiano Nicolò Martinenghi e al britannico Adam Peaty.

## Podio
| Posizione | Atleta             | Nazionalità   |
| --------- | ------------------ | ------------- |
| Oro       | Nic Fink           | Stati Uniti   |
| Argento   | Nicolò Martinenghi | Italia        |
| Bronzo    | Adam Peaty         | Gran Bretagna |

## Programma
| Data             | Ora (UTC+3) | Turno      |
| ---------------- | ----------- | ---------- |
| 11 febbraio 2024 | 11:10       | Batterie   |
| 11 febbraio 2024 | 19:50       | Semifinali |
| 12 febbraio 2024 | 19:02       | Finale     |

## Record
Prima della competizione il record del mondo e il record dei campionati erano i seguenti:
| Record mondiale       | 56"88 | Adam Peaty Gran Bretagna | 21 luglio 2019 Gwangju, Corea del Sud |
| Record dei campionati | 56"88 | Adam Peaty Gran Bretagna | 21 luglio 2019 Gwangju, Corea del Sud |

## Risultati

### Batterie
| Pos. | Batteria | Corsia | Atleta                 | Nazionalità         | Tempo   | Note |
| ---- | -------- | ------ | ---------------------- | ------------------- | ------- | ---- |
| 1    | 8        | 4      | Nic Fink               | Stati Uniti         | 59"19   | Q    |
| 2    | 6        | 4      | Nicolò Martinenghi     | Italia              | 59"27   | Q    |
| 3    | 8        | 3      | Adam Peaty             | Gran Bretagna       | 59"34   | Q    |
| 4    | 6        | 3      | Caspar Corbeau         | Paesi Bassi         | 59"38   | Q    |
| 5    | 8        | 5      | Lucas Matzerath        | Germania            | 59"43   | Q    |
| 6    | 6        | 2      | Jake Foster            | Stati Uniti         | 59"61   | Q    |
| 6    | 7        | 4      | Arno Kamminga          | Paesi Bassi         | 59"61   | Q    |
| 8    | 7        | 5      | Melvin Imoudu          | Germania            | 59"72   | Q    |
| 9    | 6        | 1      | Ilya Shymanovich       |                     | 59.81   | Q    |
| 9    | 7        | 3      | Sam Williamson         | Australia           | 59"81   | Q    |
| 11   | 7        | 2      | Andrius Šidlauskas     | Lituania            | 59"84   | Q    |
| 12   | 8        | 6      | Ludovico Viberti       | Italia              | 59"86   | Q    |
| 13   | 7        | 7      | Dong Zhihao            | Cina                | 59"97   | Q    |
| 14   | 8        | 2      | Choi Dong-yeol         | Corea del Sud       | 1'00"15 | Q    |
| 15   | 6        | 5      | Berkay Ömer Öğretir    | Turchia             | 1'00"27 | Q    |
| 16   | 7        | 6      | Denis Petrashov        | Kirghizistan        | 1'00"47 | Q    |
| 17   | 6        | 6      | James Wilby            | Gran Bretagna       | 1'00"49 |      |
| 18   | 8        | 7      | Bernhard Reitshammer   | Austria             | 1'00"50 |      |
| 19   | 8        | 8      | Matti Mattsson         | Finlandia           | 1'00"57 |      |
| 20   | 7        | 1      | Darragh Greene         | Irlanda             | 1'00"70 |      |
| 21   | 6        | 0      | Maksym Ovchinnikov     | Ucraina             | 1'00"72 |      |
| 22   | 6        | 7      | Jan Kałusowski         | Polonia             | 1'00"74 |      |
| 23   | 6        | 8      | James Dergousoff       | Canada              | 1'00"77 |      |
| 24   | 5        | 7      | Peter John Stevens     | Slovenia            | 1'00"87 |      |
| 25   | 8        | 1      | Miguel de Lara         | Messico             | 1'00"88 |      |
| 26   | 8        | 0      | Jérémy Desplanches     | Svizzera            | 1'00"90 |      |
| 27   | 6        | 9      | Carles Coll Martí      | Spagna              | 1'01"50 |      |
| 28   | 5        | 5      | Matthew Randle         | Sudafrica           | 1'01"80 |      |
| 29   | 5        | 3      | Francisco Robalo       | Portogallo          | 1'01"83 |      |
| 30   | 4        | 2      | Alexandre Grand'Pierre | Haiti               | 1'01"85 |      |
| 31   | 8        | 9      | Tonislav Sabev         | Bulgaria            | 1'01"95 |      |
| 32   | 5        | 8      | Xavier Ruiz            | Porto Rico          | 1'02"05 |      |
| 33   | 5        | 4      | Ronan Wantenaar        | Namibia             | 1'02"09 |      |
| 34   | 7        | 9      | Vojtěch Netrh          | Rep. Ceca           | 1'02"13 |      |
| 35   | 4        | 6      | Adam Chillingworth     | Hong Kong           | 1'02"44 |      |
| 35   | 7        | 8      | Jorge Murillo          | Colombia            | 1'02"44 |      |
| 37   | 5        | 6      | Arsen Kozhakhmetov     | Kazakistan          | 1'02"53 |      |
| 38   | 5        | 9      | Jadon Wuilliez         | Antille Olandesi    | 1'02"54 |      |
| 39   | 5        | 1      | Julio Horrego          | Honduras            | 1'02"64 |      |
| 40   | 7        | 0      | Phạm Thanh Bảo         | Vietnam             | 1'02"94 |      |
| 41   | 4        | 3      | Likhith Selvaraj       | India               | 1'02"96 |      |
| 42   | 3        | 7      | Patrick Pelegrina      | Andorra             | 1'03"08 |      |
| 43   | 4        | 8      | Panayiotis Panaretos   | Cipro               | 1'03"35 |      |
| 44   | 5        | 0      | Chao Man Hou           | Macao               | 1'03"40 |      |
| 45   | 3        | 5      | Adrian Robinson        | Botswana            | 1'03"42 |      |
| 46   | 4        | 5      | Muhammad Raharjo       | Indonesia           | 1'03"46 |      |
| 47   | 3        | 4      | Denis Svet             | Moldavia            | 1'03"62 |      |
| 48   | 5        | 2      | Amro Al-Wir            | Giordania           | 1'03"72 |      |
| 49   | 4        | 1      | Daniils Bobrovs        | Lettonia            | 1'03"85 |      |
| 50   | 3        | 3      | Vicente Villanueva     | Cile                | 1'03"91 |      |
| 51   | 3        | 6      | Giacomo Casadei        | San Marino          | 1'04"11 |      |
| 52   | 4        | 0      | Tasi Limtiaco          | Micronesia          | 1'04"16 |      |
| 53   | 3        | 0      | Jacob Story            | Isole Cook          | 1'04"32 |      |
| 54   | 2        | 6      | Abobakr Abass          | Sudan               | 1'04"40 |      |
| 55   | 1        | 6      | Munzer Kabbara         | Libano              | 1'04"54 |      |
| 56   | 4        | 4      | Tomas Peribonio        | Ecuador             | 1'04"74 |      |
| 57   | 2        | 4      | Matthew Lawrence       | Mozambico           | 1'04"75 |      |
| 58   | 3        | 8      | Ashot Chakhoyan        | Armenia             | 1'04"92 |      |
| 59   | 4        | 7      | Jonathan Raharvel      | Madagascar          | 1'05"08 |      |
| 60   | 3        | 1      | Luis Weekes            | Barbados            | 1'06"27 |      |
| 61   | 2        | 5      | Jonathan Chung         | Mauritius           | 1'06"31 |      |
| 62   | 3        | 9      | Saud Ghali             | Bahrein             | 1'07"19 |      |
| 63   | 2        | 1      | Omar Al-Hammadi        | Emirati Arabi Uniti | 1'08"23 |      |
| 64   | 1        | 5      | Thomas Chen            | Papua Nuova Guinea  | 1'08"39 |      |
| 65   | 2        | 7      | Osama Trabulsi         | Siria               | 1'08"62 |      |
| 66   | 2        | 2      | Jayden Loran           | Curaçao             | 1'08"70 |      |
| 67   | 3        | 2      | Roberto Bonilla        | Guatemala           | 1'09"46 |      |
| 68   | 2        | 0      | Ghaith Hussein         | Iraq                | 1'10"28 |      |
| 69   | 2        | 8      | Chadd Ng               | eSwatini            | 1'10"55 |      |
| 70   | 1        | 8      | Fahim Anwari           | Afghanistan         | 1'10"86 |      |
| 71   | 1        | 1      | Sébastien Kouma        | Mali                | 1'14"39 |      |
| 72   | 1        | 0      | Mubal Azzam Ibrahim    | Maldive             | 1'14"58 |      |
| 73   | 1        | 3      | Fodé Camara            | Guinea              | 1'16"17 |      |
| 74   | 2        | 9      | Jion Hosei             | Palau               | 1'16"30 |      |
| –    | 1        | 2      | Damien Shamambo        | Zambia              | dq      | dq   |
| –    | 1        | 4      | Rashed Al-Tarmoom      | Kuwait              | dns     | dns  |
| –    | 1        | 7      | Jainny Pinto           | São Tomé e Príncipe | dns     | dns  |
| –    | 2        | 3      | Micah Masei            | Samoa Americane     | dns     | dns  |
| –    | 4        | 9      | Abdul Aziz Al-Obaidly  | Qatar               | dns     | dns  |

### Semifinali
| Pos. | Semifinale | Corsia | Atleta              | Nazionalità   | Tempo   | Note |
| ---- | ---------- | ------ | ------------------- | ------------- | ------- | ---- |
| 1    | 2          | 5      | Adam Peaty          | Gran Bretagna | 58"60   | Q    |
| 2    | 2          | 4      | Nic Fink            | Stati Uniti   | 58"73   | Q    |
| 3    | 2          | 6      | Arno Kamminga       | Paesi Bassi   | 58"87   | Q    |
| 4    | 1          | 4      | Nicolò Martinenghi  | Italia        | 59"13   | Q    |
| 5    | 2          | 3      | Lucas Matzerath     | Germania      | 59"30   | Q    |
| 6    | 1          | 5      | Caspar Corbeau      | Paesi Bassi   | 59"33   | Q    |
| 7    | 1          | 2      | Sam Williamson      | Australia     | 59"35   | Q    |
| 8    | 2          | 2      | Ilya Shymanovich    |               | 59"40   | Q    |
| 9    | 1          | 3      | Jake Foster         | Stati Uniti   | 59"48   |      |
| 10   | 1          | 7      | Ludovico Viberti    | Italia        | 59"61   |      |
| 11   | 1          | 1      | Choi Dong-yeol      | Corea del Sud | 59"74   |      |
| 12   | 2          | 7      | Andrius Šidlauskas  | Lituania      | 59"79   |      |
| 13   | 1          | 8      | Denis Petrashov     | Kirghizistan  | 59"82   |      |
| 14   | 1          | 6      | Melvin Imoudu       | Germania      | 1'00"08 |      |
| 15   | 2          | 8      | Berkay Ömer Öğretir | Turchia       | 1'00"18 |      |
| 16   | 2          | 1      | Dong Zhihao         | Cina          | 1'00"45 |      |

### Finale
| Pos.    | Corsia | Atleta             | Nazionalità   | Tempo | Note |
| ------- | ------ | ------------------ | ------------- | ----- | ---- |
| Oro     | 5      | Nic Fink           | Stati Uniti   | 58"57 |      |
| Argento | 6      | Nicolò Martinenghi | Italia        | 58"84 |      |
| Bronzo  | 4      | Adam Peaty         | Gran Bretagna | 59"10 |      |
| 4       | 1      | Sam Williamson     | Australia     | 59"21 |      |
| 5       | 3      | Arno Kamminga      | Paesi Bassi   | 59"22 |      |
| 6       | 8      | Ilya Shymanovich   |               | 59"35 |      |
| 7       | 2      | Lucas Matzerath    | Germania      | 59"37 |      |
| 7       | 7      | Caspar Corbeau     | Paesi Bassi   | 59"37 |      |